# Trương Lỗi
Trương Lỗi (chữ Hán: 张耒, 1054 – 1114), tự Văn Tiềm, hiệu Kha Sơn hay Uyển Khâu, nhà văn, nhà thơ, nhà làm từ đời Bắc Tống. Ông được xếp vào nhóm học trò xuất sắc nhất của anh em Tô Thức, Tô Triệt, tề danh với Tần Quan, Hoàng Đình Kiên, Triều Bổ Chi, người đời gọi là Tô môn tứ học sĩ (苏门四学士) .

## Tiểu sử

### Thiếu thời
Tổ tiên của Lỗi là người Tiếu Quận, Bạc Châu , dời nhà đến Hoài Âm, Sở Châu .
Lỗi có vẻ ngoài khôi ngô, từ nhỏ thông minh khác thường, lên 13 tuổi đã giỏi làm văn, lên 17 tuổi làm Hàm quan phú (函关赋), được người đời truyền miệng. Về sau Lỗi du học ở Trần Châu , được học quan Tô Triệt yêu mến, nhân đó theo Tô Thức du ngoạn. Tô Thức cũng rất xem trọng Lỗi, khen văn của ông khoát đạt chất phác, có thanh âm của nhất xướng tam thán .

### Sự nghiệp
Năm Hi Ninh thứ 6 (1073) thời Tống Thần Tông, Lỗi đỗ tiến sĩ, được trải qua các chức vụ Lâm Hoài chủ bộ, Thọ An úy, Hàm Bình huyện thừa.
Đầu thời Tống Triết Tông, Lỗi về kinh làm Thái Học lục, nhờ Phạm Thuần Nhân tiến cử tham gia kỳ thi của Quán Các , lần lượt được thăng làm Bí thư tỉnh Chánh tự, Trứ tác tá lang, Bí thư thừa, Trứ tác lang, Sử quán kiểm thảo. Lỗi ở Tam quán 8 năm, giữ vững chức trách, sanh hoạt đạm bạc. Sau đó Lỗi được cất nhắc làm Khởi cư xá nhân . Đầu niên hiệu Thiệu Thánh (1094 – 1098), Lỗi xin ra quận, được lấy quan Trực Long Đồ các nhận chức Tri Nhuận Châu . Tống Triết Tông thân chánh, phe biến pháp đắc thế, Lỗi bị xem là thành viên vào đảng Nguyên Hữu, chịu dời đi Tuyên Châu . Năm Thiệu Thánh thứ 4 (1097), Lỗi lại chịu biếm trích làm Giám Hoàng Châu  tửu thuế, rồi dời đi Phục Châu .
Tống Huy Tông nối ngôi (1101), Lỗi được khởi làm Thông phán Hoàng Châu, Tri Duyện Châu, triệu làm Thái Thường thiếu khanh; sau vài tháng, được ra làm Tri Dĩnh Châu , Nhữ Châu. Tại Dĩnh Châu, Lỗi nghe tin Tô Thức mất, bèn làm lễ cử ai cho ông ta. Năm Sùng Ninh đầu tiên (1102), triều đình tiếp tục đàn áp đảng Nguyên Hữu, có người bới móc việc Lỗi cử ai cho Tô Thức, khiến ông bị khôi phục đảng tịch, chịu biếm làm Phòng Châu  biệt giá, an trí Hoàng Châu. Năm thứ 5 (1106), Lỗi được trả tự do, bèn ngụ cư ở Trần Châu.
Lỗi nhàn rỗi đã lâu, nhà ngày càng nghèo, quận thủ Trạch Nhữ Văn muốn mua giúp ruộng công; ông cảm ơn không nhận. Cuối đời Lỗi được nhận quan Giám Nam Nhạc miếu, Chủ quản Sùng Phúc cung. Năm Chánh Hòa thứ 4 (1114), Lỗi mất, hưởng thọ 61 tuổi. Đầu thời Tống Cao Tông, Lỗi được tặng quan Tập Anh điện tu soạn.
Lỗi có ba con trai: Cự, Kiết, Hòa, đều đỗ tiến sĩ. Cự, Kiết cũng định cư ở Trần Châu, chết vì chiến loạn. bấy giờ Hòa đang làm Giáo quan ở phủ Thiểm Tây, quay về chịu tang 2 anh thì bị cướp giết chết.

## Quan niệm
Bấy giờ Nhị Tô cùng Tần Quan, Hoàng Đình Kiên, Triều Bổ Chi nối nhau qua đời, chỉ còn một mình Lỗi, kẻ sĩ tìm đến theo học rất nhiều, cứ cách ngày lại bày rượu thịt để chè chén với ông. Lỗi dạy học trò làm văn, lấy Lý làm chủ, từng lý luận rằng: “Từ Lục kinh trở xuống, cho đến luận thuật của tao nhân biện sĩ thuộc chư tử bách thị, đại để đều nhờ vào Lý mà trình bày đấy. Nên đầu mối của học làm văn, là gấp sáng tỏ Lý, nếu chỉ muốn hay khéo, thì đời chưa từng có vậy! Ôi tháo nước ở Giang, Hà, Hoài, Hải, xuôi dòng mà làm, mênh mông cuồn cuộn, ngày đêm không nghỉ, xô Chỉ Trụ , cắt Lữ Lương , nương theo sông hồ mà chảy vào bể, thư thái gây sóng gợn, khua khoắng gây sóng cả, khích động gây gió bão, giận dữ gây sấm chớp, khiến thuồng luồng ba ba phun bọt chìm nổi, là biến hóa của nước vậy. Nước ở đầu nguồn, há như vậy sao! Xuôi dòng mà tháo ra, nhân những cuộc gặp gỡ mà thay đổi cuộc đời đấy. Còn như ngòi rãnh đông tháo thì tây cạn, dưới đầy thì trên rỗng, ngày đêm khích động, muốn tỏ gì Kỳ, đến bên kia kìa, ếch và đĩa đang đùa bỡn. Nước của Giang, Hà, Hoài, Hải cũng như văn đạt được Lý, không tìm Kỳ mà đến nơi. Khích động ngòi rãnh mà tìm Kỳ của nước, việc này không tỏ được Lý, còn muốn lấy lời lẽ câu cú làm Kỳ, sẽ nuốt ngược trở vào, rốt cục không có gì, là kém cỏi của văn đấy.”  Người có học đều xem lời này là chí ngôn .
Lỗi còn nói: “Văn chương là do người, có đầy tâm sự mà phát ra, buột miệng mà nên, không cần nghĩ ngợi mà khéo, không cần đẽo gọt mà đẹp, đều là tự nhiên của thiên lý mà cũng là đạo của bản tính đấy.” 

## Tác phẩm
Lỗi có tài năng xuất chúng, bút lực rất mạnh, sở trường về Tao từ (骚词, còn gọi là Sở từ), cuối đời làm thơ ngày càng bình đạm, theo lối Bạch Cư Dị, riêng làm Nhạc phủ thì theo lối Trương Tịch.
Sáng tác của Lỗi còn lưu giữ đến ngày nay được hậu thế tập hợp vào 4 bộ sách:
- Uyển Khâu tiên sanh văn tập (宛丘先生文集) [31], 76 quyển; hiện còn bản sao của Lữ Vô Ẩn (吕无隐) thời Khang Hy nhà Thanh và bản sao của Tứ khố toàn thư.
- Kha Sơn tập (柯山集) [32] 50 quyển, Thập di (拾遗) 12 quyển và Tục Thập di (续拾遗) 1 quyển; hiện còn bản in của Vũ Anh điện Tụ Trân Bản và bản in của Quảng Nhã thư cục. Lưu ý rằng thơ văn của Uyển Khâu tiên sanh văn tập không thấy ở Kha Sơn tập thì đều được đưa vào Thập di.
- Trương hữu sử văn tập (张右史文集) 65 quyển; hiện còn bản sao thời Vạn Lịch nhà Minh và bản sao của Tạ Phổ Thái (谢浦泰) thời Ung Chánh nhà Thanh.
- Trương Văn Tiềm văn tập (张文潜文集) 13 quyển; hiện còn bản sao của Hác Lương (郝梁) thời Gia Tĩnh nhà Minh.

Cả bốn bộ sách nói trên tồn tại nhiều khác biệt, vì thế năm 1999, Trung Hoa thư cục lấy Lý Dật An làm tổng biên, tiến hành thẩm định, tổng hợp sáng tác của Lỗi mà mà soạn ra Trương Lỗi tập (张耒集), hiện lưu hành bản in tháng 3 năm 2005, ISBN 9787101004557, 1090 trang.
Ngoài ra, có nhiều tuyển tập của hậu thế đã lựa chọn tác phẩm của Lỗi:
- Toàn Tống từ (全宋词) sách 1 có 6 bài.
- Toàn Tống thi (全宋诗), từ quyển 1155 đến 1876 có 33 quyển.
- Toàn Tống văn (全宋文), từ quyển 2750 đến 2771 có 12 quyển.

## Trích lục
| Nguyên tác: 春林 春林露如雨, 萧萧晓花寒. 引手攀高红, 微香来鼻端. 何以比芳洁, 置之青玉盘. 持归供像佛, 相对淡无言. | Hán Việt: Xuân lâm Xuân lâm lộ như vũ, tiêu tiêu hiểu hoa hàn. Dẫn thủ phàn cao hồng, vi hương lai tị đoan. Hà dĩ bỉ phương khiết, trí chi thanh ngọc bàn. Trì quy cung tượng phật, tương đối đạm vô ngôn. | Dịch nghĩa: (chưa có) | Dịch thơ: (chưa có) |

| Nguyên tác: 荆轲 燕丹计尽问田生, 易水悲歌壮士行. 嗟尔有心虽苦拙, 区区两死一无成. | Hán Việt: Kinh Kha Yên Đan kế tẫn vấn Điền sanh, Dịch Thủy bi ca tráng sĩ hành. Ta nhĩ hữu tâm tuy khổ chuyết, Khu khu lưỡng tử nhất vô thà. | Dịch nghĩa: (chưa có) | Dịch thơ: (chưa có) |

| Nguyên tác: 少年游 含羞倚醉不成歌, 纤手掩香罗. 偎花映烛, 偷传深意, 酒思入横波. 看朱成碧心迷乱, 翻脉脉, 敛双蛾. 相见时稀隔别多, 又春尽, 奈愁何. | Hán Việt: Thiếu niên du Hàm tu ỷ túy bất thành ca, tiêm thủ yểm hương la. Ôi hoa ánh chúc, thâu truyện thâm ý, tửu tư nhập hoành ba. Khán chu thành bích tâm mê loạn, phiên mạch mạch, liễm song nga. Tương kiến thì hi cách biệt đa, hựu xuân tẫn, nại sầu hà. | Dịch nghĩa: (chưa có) | Dịch thơ: (chưa có) |